# Phaeomolis unicolor
Phaeomolis unicolor är en fjärilsart som beskrevs av Rothschild 1909. Phaeomolis unicolor ingår i släktet Phaeomolis och familjen björnspinnare. Inga underarter finns listade i Catalogue of Life.